# Vall de Longyear

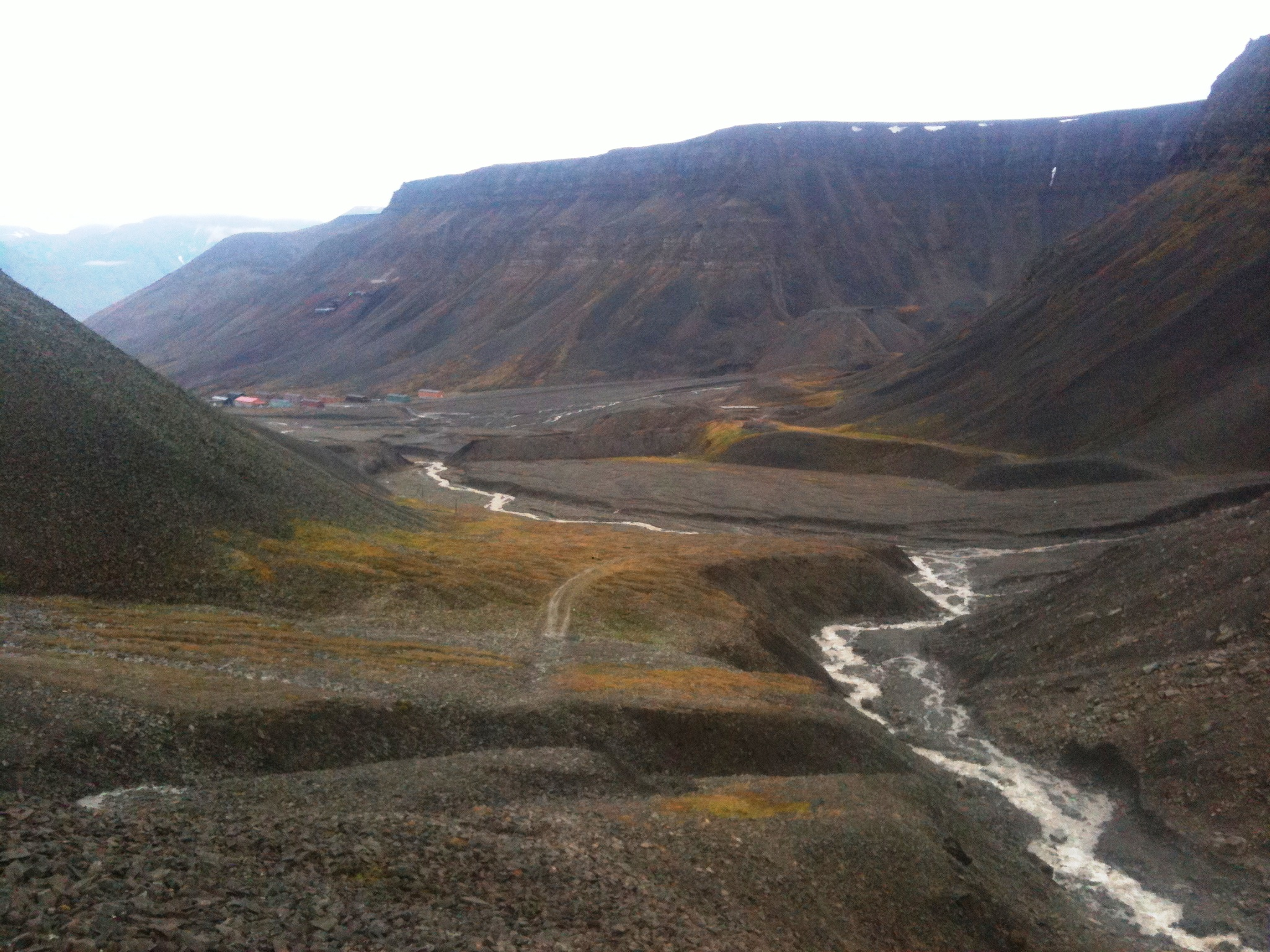
Morrenes i el riu Longyear a la vall de Longyear

La vall de Longyear (en noruec: Longyeardalen) és una vall i un barranc situat a Svalbard, Noruega. S'executa com a vall lateral de l'Adventfjorden, una badia de l'illa de Spitsbergen. La vall de Longyear es troba entre les muntanyes de Platåberget i Gruvefjellet. La ciutat de Longyearbyen està situada a les parts baixes de la vall, i es diu així per l'industrial nord-americà John Munroe Longyear. El riu Longyear travessa la vall.